# Popowica
Popowica (bułg. Поповица) – wieś w południowej Bułgarii, w obwodzie Płowdiw, w gminie Sadowo. Według danych Narodowego Instytutu Statystycznego, 31 grudnia 2011 roku wieś liczyła 1452 mieszkańców.

## Położenie
Znajduje się 27 km na wschód od Płowdiwu. Położona na skrzyżowaniu dwóch głównych dróg do Burgasu i Swilengradu. Strategiczne położenie wsi pomaga rozwijać restauracyjne i samochodowe usługi, co daje pracę wielu mieszkańcom. Istnieją również spore winnice.

## Historia
Do 1934 roku nosiła nazwę Papazlii.

## Znane osoby
- Jordan Bikow – aktor